# Iglesia de San Román (San Román de Hornija)
La iglesia de San Román es una iglesia católica dedicada a San Román de Antioquía sita en la localidad de San Román de Hornija, en la provincia de Valladolid, comunidad autónoma de Castilla y León, España.
Recibió la catalogación de Bien de Interés Cultural, con categoría de monumento, el 20 de abril de 1999.

## Descripción
Se asienta sobre un antiguo monasterio fundado por Chindasvinto, reedificado en el siglo X en estilo mozárabe. De esta primera época se conservan seis capiteles visigodos y una columna mozárabe. La actual iglesia es una construcción barroca de una sola nave, en donde destaca su torre-pórtico.